# Lybius minor
Lybius minor là một loài chim trong họ Lybiidae.